# بيفين من غورز
بيفين من غورز أو من فيين (ح.822 - 869/865)؛ كان كونت آردين، وربما كونت ميتز، وفضلاً عن ذلك هو رئيس الدير غورز؛ تزوج من أحد بنات بوسو الأكبر ربما تكون اسمها ريتشارديس؛ وأنجبت له:-
- ريتشارديس، زوجة الملك شارل الأصلع.
- ريتشارد، دوق بورغندي.
- بوسو، ملك بروفانس.
- ربما بيفين، كونت ميتز.